# 村上睦子
村上睦子（日语：／ Murakami Chikako，1970年10月10日—），现姓岩屋，日本女子篮球运动员。她曾代表国家队参加了1996年夏季奥林匹克运动会女子篮球比赛，获得第七名。